# Transistory Project
Transistory Project (トランジストリープロジェクト) は、音楽ユニットである。2019年結成。

## 概要
Tokyo Neo Emotional Music。

## メンバー
藤本潤（Jun Fujimoto）
ボーカル担当。1993年10月5日生まれ。熊本県菊陽町出身。
wisteria（本名 佐藤辰哉）
ボーカル担当。1993年9月14日生まれ。東京都府中市出身。
artefact
プロジェクトリーダー。
Singer・Composer・Talkboxplayer・音楽プロデューサー担当。宮城県出身。
kazkey（本名 秋田和輝）
ギター・音楽プロデューサー担当。1988年11月14日生まれ。鳥取県出身。
石川翔平（Shohei Ishikawa）
スタイリスト担当。1993年12月18日生まれ。熊本県熊本市出身。
長柄良（Ryo Nagara）
映像作家担当。1993年6月24日生まれ。兵庫県神戸市出身。

## 来歴
西麻布にあるTHE FACTORY TOKYOというクリエイターの集うbarで出会ったメンバーで始まったプロジェクト。

## プロジェクト
ハッシュタグは#恋すれ

## ディスコグラフィ

### シングル
|   | 発売日        | タイトル                                              | レーベル          | 規格品番 | 収録曲                                                   | 備考                                                     |
| - | ------------- | ----------------------------------------------------- | ----------------- | -------- | -------------------------------------------------------- | -------------------------------------------------------- |
| ─ | 2020年3月10日 | 3月15日頃は feat.M://t.p,jumLiv(藤本潤) & wisteria    | THE FACTORY TOKYO | ─        | 1. 3月15日頃は feat.M://t.p,jumLiv(藤本潤) & wisteria    | 芋生悠＆カジワラタクト出演によるミュージック・ビデオ制作 |
| ─ | 2020年10月8日 | すぐに逢えないなら feat.M://t.p,本山さくら & wisteria | THE FACTORY TOKYO | ─        | 1. すぐに逢えないなら feat.M://t.p,本山さくら & wisteria | 奈緒＆石黒英雄出演によるミュージック・ビデオ制作         |
| ─ | 2021年3月4日  | 雪のあかり feat.M://t.p,藤本潤 & wisteria             | THE FACTORY TOKYO | ─        | 1. 雪のあかり feat.M://t.p,藤本潤 & wisteria             | 中川大志 (俳優)＆夏緒出演によるミュージック・ビデオ制作  |

## ミュージックビデオ
| 監督 | 曲名                   |
| ー   | 「3月15日頃は」        |
| ー   | 「すぐに逢えないなら」 |
| ー   | 「雪のあかり」         |